# Can Cambó (Besalú)
Can Cambó és un edifici del municipi de Besalú (Garrotxa). Forma part de l'Inventari del Patrimoni Arquitectònic de Catalunya.

## Descripció
El més remarcable d'aquesta construcció de planta baixa i primer pis és la façana, tota esgrafiada i amb dues portes, una de gòtica i l'altra amb un arc de mig punt. Al primer pis a la dreta s'hi pot veure una petita capelleta amb una creu de ferro a l'interior i al centre a l'esquerra dues finestres allindanades. Tota la façana, així com una paret lateral, són decorades amb motius típicament neoclàssics.

## Història
D'ençà de la construcció cal assenyalar que tot l'interior de l'actual edifici ha estat notablement modificat. Deixant a part la importància d'aquest edifici com un dels més representatius de l'arquitectura neoclàssica a Besalú, cal dir que va ser, durant bastants anys, la residència del patrici Cambó.